# رفائيل
رافاييلو سانزيو دا أوربينو (بالإيطالية: Raffaello Sanzio)‏ (28 مارس أو 6 أبريل 1483- 6 أبريل 1520) معروف باسم رافائيل، هو رسام ومهندس معماري إيطالي في عصر النهضة العليا. يحظى عمله بالإعجاب لما يتمتع به من وضوح في الشكل وسهولة في التكوين وإنجاز مرئي للأفلاطونية الحديثة التي تمثل عظمة الإنسان. يشكل كل من رافائيل ومايكل أنجلو وليوناردو دافينشي ثالوثًا تقليديًا للأساتذة العظماء في تلك الفترة.
كان رافائيل منتجًا إلى حد هائل، إذ تولى إدارة ورشة عمل ضخمة، ورغم وفاته المبكرة في السابعة والثلاثين من العمر، إلا أنه ترك مجموعة كبيرة من الأعمال. يوجد العديد من أعماله في قصر الفاتيكان، إذ كانت غرف رافائيل ذات اللوحات الجصية هي العمل المركزي الأكبر في حياته المهنية. من أشهر أعماله مدرسة أثينا في غرف رافائيل في الفاتيكان. بعد أعوامه الأولى في روما، نفذت ورشة عمله الكثير من رسوماته، مع خسارة كبيرة في الجودة. كان مؤثرًا للغاية في حياته، على الرغم من أن عمله خارج روما كان معروفًا في الأغلب من طباعاته المشتركة.
بعد وفاته، كان تأثير منافسه الكبير مايكل أنجلو أكثر انتشارًا حتى القرنين الثامن عشر والتاسع عشر، بينما اعتُبرت صفات رافائيل الأكثر هدوءًا وانسجامًا نماذج عليا. تندرج حياته المهنية بصورة طبيعية ضمن ثلاث مراحل وأنماط، وكان جورجو فازاري أول من وصفها: أعوامه الأولى في أومبريا، ثم فترة امتدت نحو أربعة أعوام (1504- 1508) استوعب فيها التقاليد الفنية لفلورنسا، يتبعها آخر اثنا عشر عامًا عصيبة وظافرة بالنصر في روما، عمل خلالها عند اثنين من الباباوات وشركائهم المقربين.

## أوربينو

بورترية بيندو التوفيتي لوحة زيتية بريشة رافائيل، يرجع تاريخها إلى حوالي عام 1514 ، الآن ضمن مجموعة المعرض الوطني بواشنطن.

ولد رفائيل في مدينة أوربينو الإيطالية الصغيرة ولكن ذات الأهمية الفنية الكبيرة في منطقة ماركي، حيث كان والده جيوفاني سانتي رسامًا في بلاط لدى الدوق. أسس فيديريكو دا مونتيفيلترو صيتًا للبلاط، وهو كوندوتييرو ناجح للغاية، منحه البابا سيكتوس الرابع لقب دوقية أوربينو –شكّلت أوربينو جزءًا من الدولة البابوية– والذي توفي في العام السابق لميلاد رفائيل. كان اهتمام بلاط فيديريكو أدبيًا أكثر منه فنيًا، إلا أن جيوفاني سانتي كان شاعرًا نوعًا ما ورسامًا أيضًا، وكتب سجلًا زمنيًا عن حياة فيدريكو، وكتب كلاهما نصوصًا وصنعا زخارف مسرحيات الماسك لترفيه البلاط. تُظهره قصيدته الموجهة لفديريكو حريصًا على إظهار الوعي لأكثر رسامي شمال إيطاليا تقدمًا، وأوائل الرسامين الهولنديين أيضًا. ربما كان في بلاط أوربينو الصغير جدًا أكثر اندماجًا في الدائرة المركزية للأسرة الحاكمة مقارنة بمعظم رسامي البلاط.
خلف ابن فيدريكو، غويدوبالدو دا مونتيفيلترو، أباه، وتزوج من إليزابيتا غونزاغا ابنة حاكم مانتوفا، أكثر البلاطات الايطالية الصغيرة روعة للموسيقى والفنون البصرية على حدٍّ سواء. وفي ظل ذلك، استمر البلاط كمركز للثقافة الأدبية. أدى النمو في دائرة هذا البلاط الصغير إلى تزويد رفائيل بالسلوكيات الممتازة والمهارات الاجتماعية التي أكدها فازاري. كان مقررًا أن تغدو حياة البلاط في أوربينو بعد هذه الفترة مباشرة نموذجًا لخصال البلاطات الإنسانية الإيطالية من خلال تصوير بالداساري كاستيليوني لها في عمله الكلاسيكي رجل البلاط الذي نُشر في 1528. انتقل كاستيليوني إلى أوربينو في عام 1504، عندما لم يعد رفائيل مقيمًا هناك إلا أنه زارها باستمرار، وأصبحا صديقين مقربين. وأصبح مقربًا من الزوار الآخرين المترددين على البلاط: بيترو بايبينا وبيترو بيمبو، وأصبح كلاهما كاردينالًا فيما بعد، ومشهوران ككتّاب، وتواجدا في روما خلال فترة وجود رفائيل هناك. اندمج رفائيل بسهولة مع أرقى الجماعات طيلة حياته، وهو أحد العوامل التي أدت إلى إعطاء انطباع خادع عن عدم اجتهاده في حياته المهنية. لم يحصل على تعليم إنساني كامل، ومن غير الواضح سبب مدى سهولة قراءته للغة اللاتينية.

## النشأة والعمل
توفيت والدته ماغيا في عام 1491 عندما كان يبلغ الثامنة من عمرة، ومن ثم والده الذي تزوج مجددًا في 1 أغسطس 1494. وهكذا أصبح رافائيل يتيمًا في الحادية عشر من عمره، وأصبح عمه بارتولوميو وصيًا رسميًا عليه، وهو كاهن، انخرط بعد ذلك في منازعات قضائية مع زوجة والد رفائيل. استمر رفائيل على الأرجح بالعيش مع زوجة والده أثناء عدم إقامته لدى سيده كمتدرب. أظهر موهبته بالفعل وفقُا لفازاري الذي ذكر أن رفائيل كان «عونًا كبيرًا لوالده». تُظهر بورتريه ذاتية رسمها في سنوات مراهقته مدى سرعة نضوجه. استمرت ورشة والده بالعمل، وويُرجح أن رفائيل لعب دورًا إلى جانب زوجة والده في إدارتها منذ سن مبكرة جدًا. في أوربينو، كان على اطلاع بأعمال باولو أوتشيلو، الذي كان رسام البلاط سابقًا (1475) ولوكا سنوريلي الذي أقام بالقرب من تشيتا دي كاستيلو حتى عام 1498.
وفقًا لفازاري، وضعه والده في ورشة عمل السيد الأمبرياني بيترو بيروجينو كمتدرب «رغم بكاء والدته». يصدر دليل التلمذة الصناعية المهني لدى فازاري ومصدر آخر فقط، وكان رفائيل في موضع خلاف، إذ شكلت ثمانية أعوام عمرًا مبكرًا جدًا لبدء التلمذة الصناعية. هناك افتراض بديل يذكر أن رفائيل تلقى على الأقل بعضًا من التدريب من تيموتيو فيتي، الذي عمل رسامًا للبلاط في أوربينو من عام 1495. يتفق معظم المؤرخين الحديثين على أن رفائيل عمل مساعدًا لبيروجينو منذ نحو عام 1500، ويظهر تأثير بيروغينو على أعمال رفائيل المبكرة بصورة واضحة جدًا، ووفقًا لوولفلين: «ربما لم يستوعب تلميذ عبقري آخر من تعليم سيده بالقدر ذاته كما فعل رفائيل». كتب فازاري أنه يستحيل التمييز بين أعمال أيديهم في هذه الفترة، بيد أن العديد من مؤرخي الفنون الحديثيين يزعمون أنه أفضل أداءً. بغض النظر عن الدقة النمطية، فإن تقنياتهم متماثلة جدًا أيضًا، على سبيل المثال، يُطبق الطلاء على نحو أكثر سمكًا، باستخدام وسط زيتي اللون، في مناطق الظلال والثياب الداكنة، ولكن بشكل رقيق جدًا على مناطق اللحم. وكثيرًا ما تتسبب زيادة المادة الصمغية في الصقل بتشقق مساحات من الطلاء في أعمال كليهما. نشطت ورشة عمل بيروجينو في كل من بيروجيا وفلورنسا، وربما احتفظ بفرعين دائمين. وُصف رفائيل بأنه «سيد»، أي أنه تلقى تدريبه بالكامل، في ديسمبر 1500.
كانت لوحة بارونتشي التاربيس أول عمل موثق له في كنيسة القديس نيكولاس من تولينتينو في شيتا دي كاستيللو، وهي بلدة تقع في منتصف الطريق بين بيروجيا وأوربينو. وعُين إيفانجيليستا دا بيان دي ميليتو الذي كان يعمل مع والده في اللجنة أيضًا. فُوّضت اللجنة بالعمل في عام 1500 وانتهت في عام 1501، ولم يبقَ حاليًا منها سوى بعض الأجزاء المقطوعة والرسوم التمهيدية. في الأعوام اللاحقة، رسم أعمالًا للكنائس الأخرى هناك، بما في ذلك لوحة الصلب مع مريم العذراء والقديسين والملائكة (نحو عام 1503) وزواج العذراء (1504)، ولبيروجيا، مثل تتويج العذراء. وربما زار فلورنسا في هذه الفترة. تُعتبر تلك اللوحات أعمال كبيرة، بعضها عبارة عن تصوير جصي، إذ نظم رافائيل مؤلفاته بثقة على طراز بيرجينو الثابت إلى حد ما. رسم العديد من لوحات الخزائن الصغيرة وأتقنها في هذه السنوات، وربما في الغالب للخبراء في بلاط أوربينو، كلوحة النعم الثلاثة والقديس ميخائيل، وبدأ في رسم لوحات المادونا والبورترية. في عام 1502، ذهب إلى سيينا بدعوة من بينتوريكيو، وهو تلميذ آخر لبيروجينو، «لكونه صديقًا لرافائيل ورسامًا من المستوى الرفيع» لمساعدته في رسوم الكرتون، ومن المحتمل جدًا أن لتصاميم سلسلة من لوحات التصوير الجصي في مكتبة بيكولومني في كاتدرائية سيينا. ومن الجلي أن عمله كان بالفعل مطلوبًا حتى في هذه المرحلة المبكرة من حياته المهنية.

## تأثره بفلورنسا
عاش رفائيل حياةً «بدوية»، وعمل في عدة مراكز في شمال إيطاليا، لكنه قضى وقتًا طويلًا في فلورنسا، انطلاقًا من عام 1504 حسب ما تشير بعض التقديرات. تبقى إقامته في فلورنسا بشكل مستمر غير مؤكدة على الرغم من الإشارة بصورة تقليدية إلى وجود «فترة فلورنتينية» نحو 1504-1508. يُحتمل أنه احتاج زيارة المدينة لتأمين المواد في أي حال من الأحوال. توجد رسالة توصية برفائيل، بتاريخ أكتوبر 1504، كتبتها والدة دوق أوربينو التالي إلى غونفالونير فلورنسا: «سيتضح أن حامل هذه الرسالة هو رفائيل، وهو رسام من أوربينو قرر قضاء بعض الوقت في فلورنسا بهدف الدراسة بسبب امتلاكه موهبةً كبيرةً في مهنته، وبسبب امتلاك والده الذي تعلقت به كثيرًا مكانةً عالية، ولأن ابنه رفائيل شاب لبيب ذو أخلاق جيدة، وفي الحالتين، أحمل له حبًا كبيرًا ...».
مثلما كان الحال سابقًا مع بيروجينو وآخرين، كان رفائيل قادرًا على استيعاب تأثير الفن الفلورنسي مع الحفاظ على أسلوبه الخاص في التطور. يُظهر التصوير الجصي في بيروجيا قرابة عام 1505 جودةً هائلةً مبتكرةً في الأعمال التي قد تجسد تأثير فرا بارتولوميو، الذي يقول فازاري إنه كان صديقًا لرفائيل. لكن يُنسب التأثير الأبرز في أعمال هذه الفترة إلى ليوناردو دافنشي، الذي عاد إلى المدينة في الفترة بين 1500 و 1506. بدأت رسومات رفائيل للجسد البشري تأخذ وضعيات أكثر ديناميكيةً وتعقيدًا، وعلى الرغم من بقاء موضوعاته المرسومة ساكنةً في الغالب، فقد أجرى دراسات فنية على رجال عراة وهم يتعاركون، وهذا ما اعتُبر أحد هواجس تلك الفترة في فلورنسا. تضم أعماله أيضًا صورةً لامرأة شابة استخدم في رسمها أسلوب التشكيل الهرمي بنسبة 3/4 بطريقة مشابهة لما استُخدم في الموناليزا المنجزة حديثًا وقتها، لكنها حافظت مع ذلك على أسلوب رفائيل. تكررت مجموعة أخرى من ابتكارات ليوناردو التشكيلية، وهي العائلة المقدسة ذات الأسلوب الهرمي، في سلسلة من أعمال رفائيل التي ما تزال من أشهر لوحاته متوسطة الحجم المرسومة على حامل. توجد لوحة لرفائيل في المجموعة الملكية مستوحاة من لوحة ليوناردو ليدا والبجعة، التي عدّل من خلالها وضعية التعارض في عمله القديسة كاترين في الإسكندرية. أتقن رفائيل نسخته الخاصة من تقنية سفوماتو التي استخدمها ليوناردو، ليضفي مزيدًا من الدقة على رسوماته الخاصة بالجسد، ويطور الاستجابة اللمحية بين مجموعاته، التي كانت أقل غموضًا بكثير من مجموعات ليوناردو، مع احتفاظه بالضوء الخفيف الواضح الموجود في أعمال بيروجينو.
كبر ليوناردو رفائيل بأكثر من ثلاثين عامًا، وزاده مايكل أنجلو، الذي وُجد في روما في تلك الفترة، بثماني سنوات. كره مايكل أنجلو ليوناردو بالفعل، وكره رفائيل في روما بدرجة أكبر، ناسبًا مؤامرات حيكت ضده إلى الرجل الأصغر سنًا. أدرك رفائيل تأثر أعماله بفلورنسا، ولكنه انطلق في اتجاه مختلف في أكثر أعماله ابتكارًا خلال هذه السنوات. اعتمد عمله بعنوان تجلي السيد المسيح على الناووس الكلاسيكي لتوزيع الشخصيات في مقدمة الصورة في ترتيب معقد غير ناجح كليًا. يقول المؤرخ ولفلين إن الشخصية الراكعة على الجهة اليمنى من اللوحة تجسّد تأثير مادونا التي ظهرت في لوحة دوني توندو لمايكل أنجلو، ولكن يبتعد رفائيل في بقية التشكيل كل البعد عن أسلوبه أو أسلوب ليوناردو. على الرغم من حصول هذه اللوحة على تقدير كبير في تلك الفترة، وبقائها في بيروجيا لحين إزالتها قسرًا من قبل البورغيين، إلا أنها تقف متفردةً وحيدةً بين أعمال رفائيل. أخذت كلاسيكيته لاحقًا منحى أقل واقعية.

## أعماله
قام رفائيل بإنجاز أجزاء العديدة من اللوحات الجِصيّة (الجِدارية) في غرف الفاتيكان مثل مدرسة آثينا؛ هيليودوري (كاتب إغريقي قديم) يطرد من المعبد؛ الاحتفاء بالقربان المقدس؛ بارناس (في الميتولوجيا الإغريقية هو جبل الحوريات الخاص بالإله أبولو)؛ وغيرها، وتعود أكثرها إلى الفترة 1509 - 1514، كما أشرف شخصيا على تنفيذ بقية أعمال التزيين، والتي قام بها مجموعة من تلامذته. بالإضافة إلى تنفيذ مجموعة من الصور على الورق المقوى، تم عن طريقها إنجاز المنسوجات الخاصة بالكنيسة السكستية (نسبة إلى البابا سكست الرابع، 1471 - 1484): «شهادة الحواريين».
من بين أعماله المشهورة: 
- زواج السيدة العذراء (1504، متحف برينا، ميلانو).
- غالاتي (من شخصيات الميتولوجيا الإغريقية) تبتهج بالنصر (1511، فيلا فارنيسيني، روما).
- تجلي السيد المسيح (1518 - 1520، متحف الفاتيكان للرسم).
- المرأة الشابة (1518 - 1520، قصر برباريني، روما، إيطاليا)

## معرض صور

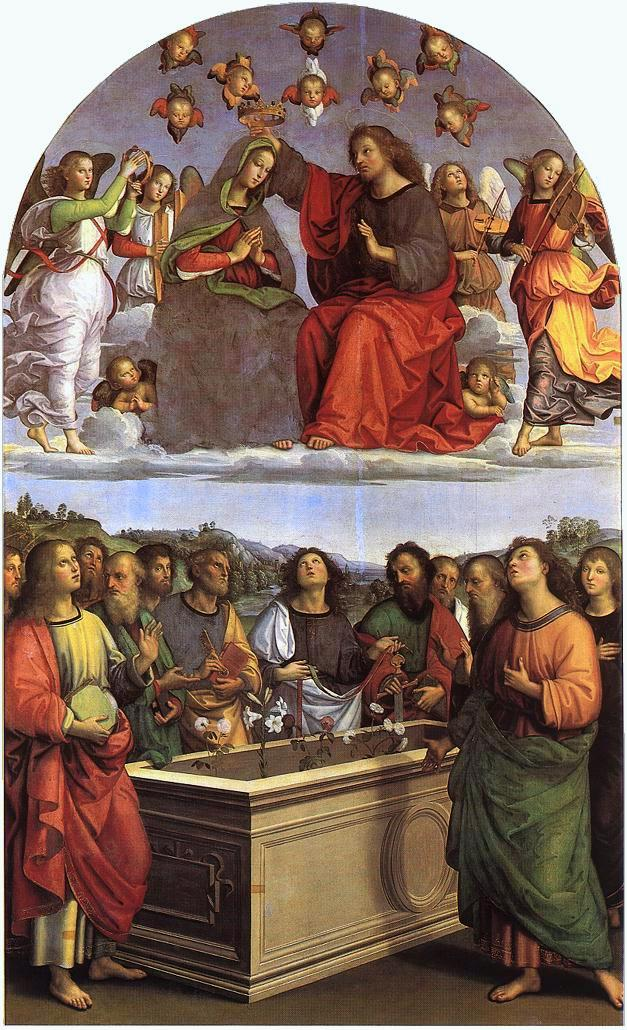
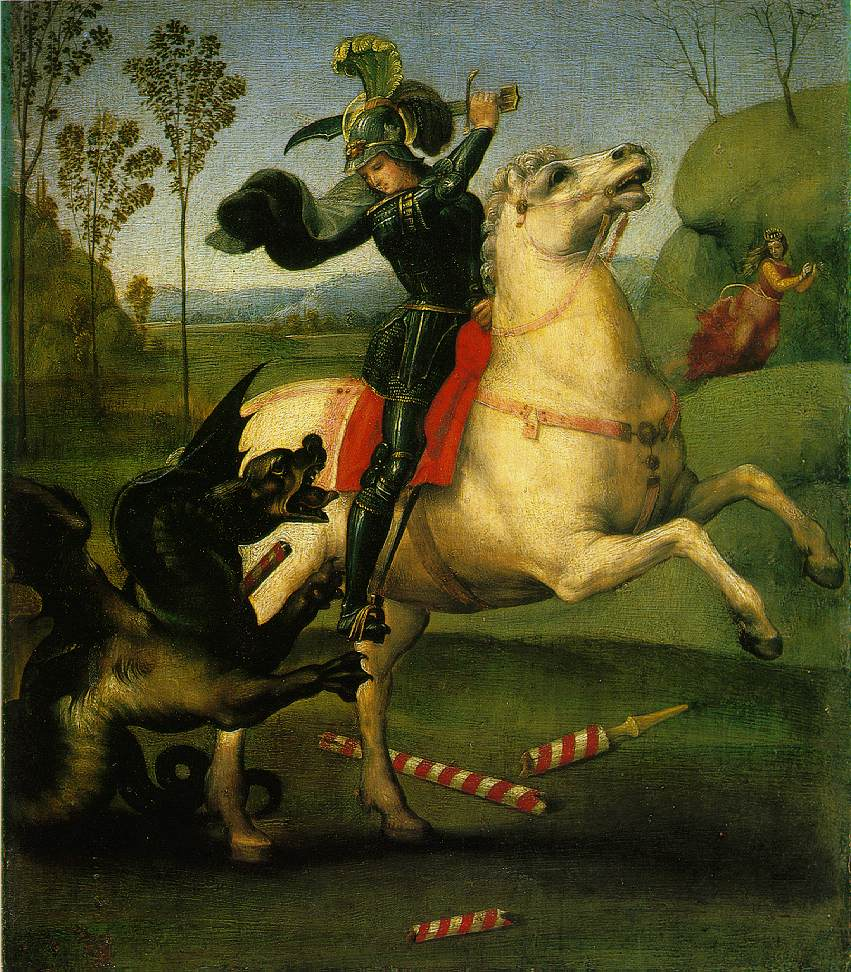
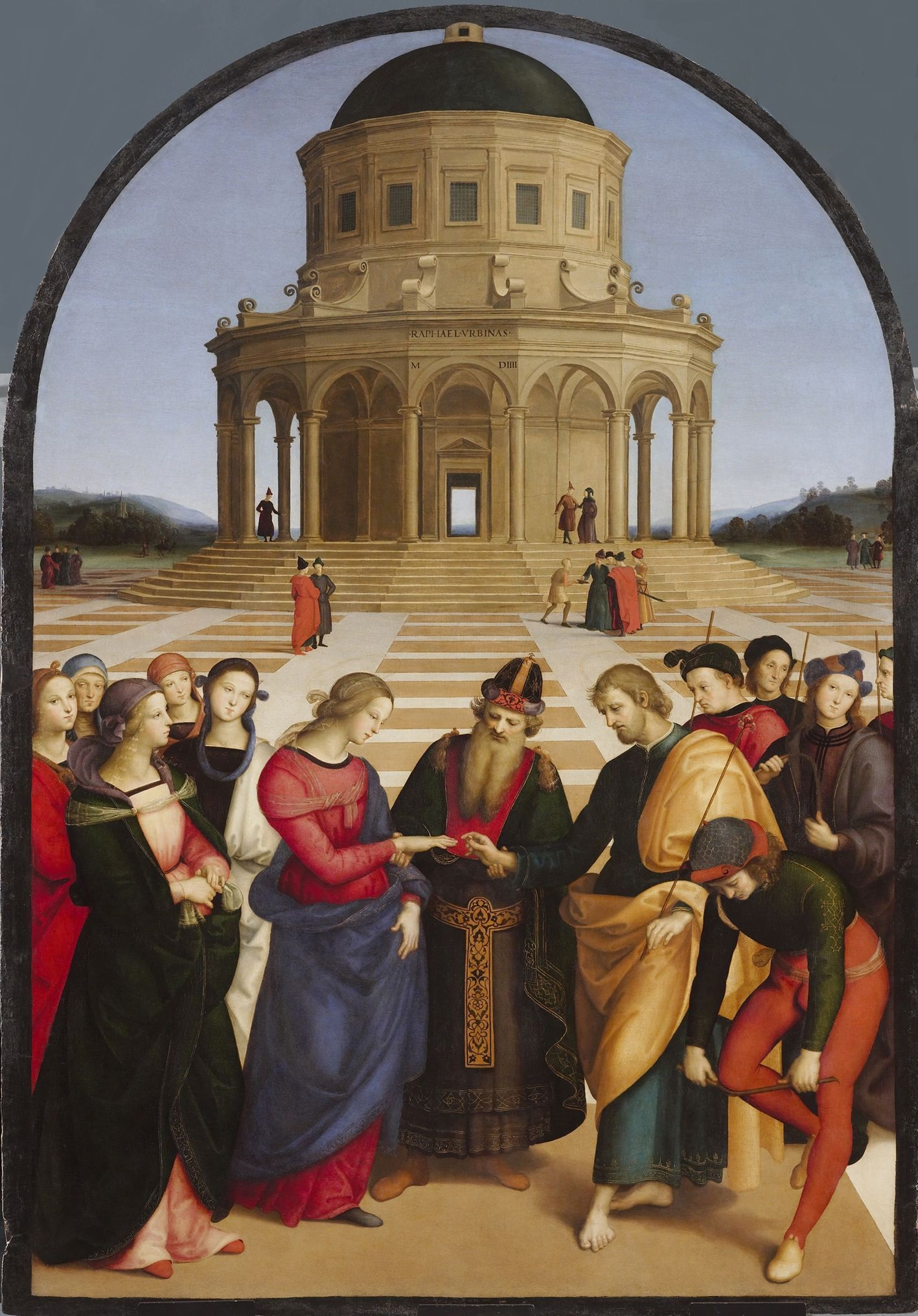
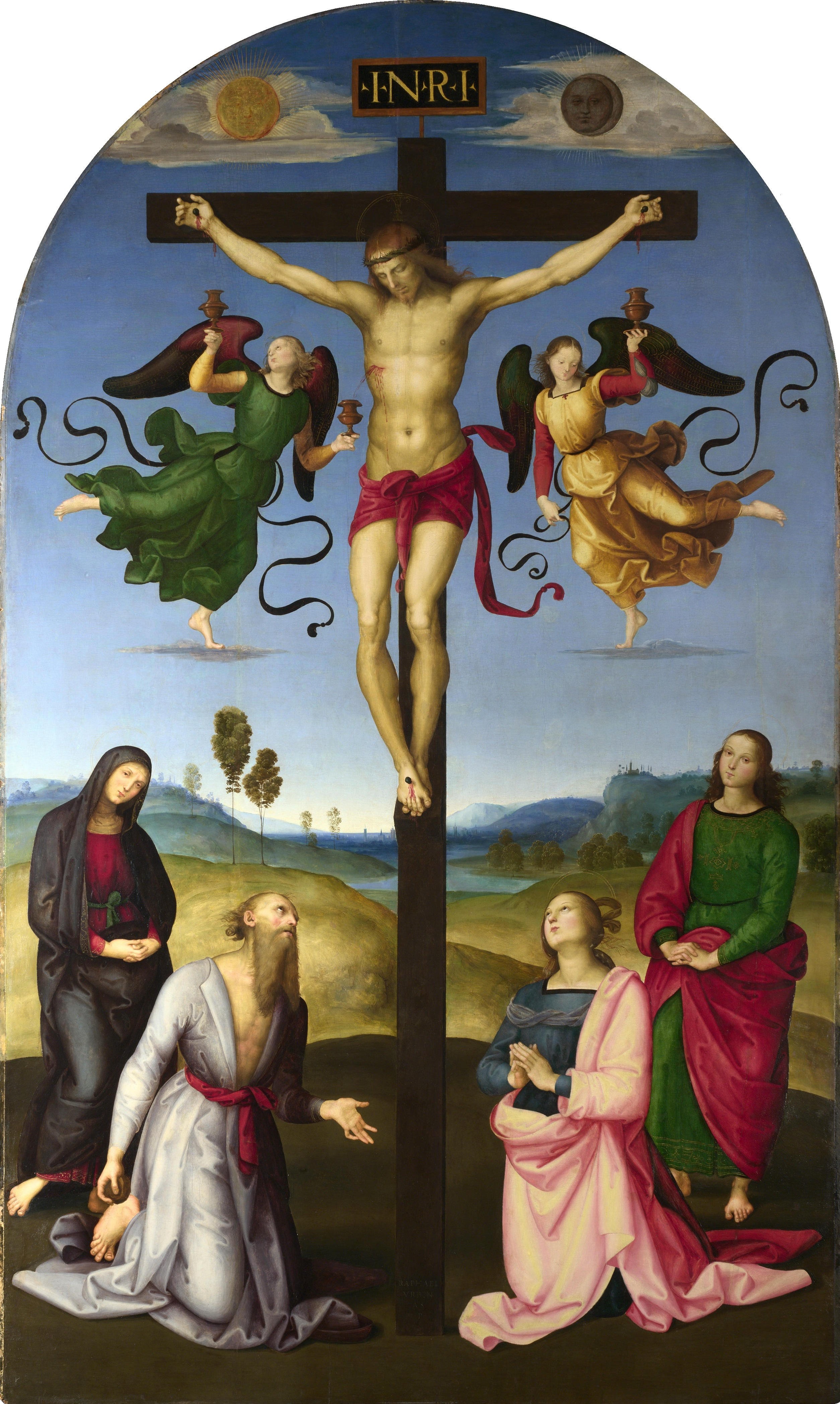

## روابط خارجية
- رفائيل على موقع الموسوعة البريطانية (الإنجليزية)
- رفائيل على موقع ميوزك برينز (الإنجليزية)
- رفائيل على موقع إن إن دي بي (الإنجليزية)
- رفائيل على موقع ديسكوغز (الإنجليزية)